# Sovereign-Klasse (1987)
Die Sovereign-Klasse war eine Baureihe von drei zwischen 1987 und 1992 fertiggestellten Kreuzfahrtschiffen, die von der US-amerikanischen Reederei Royal Caribbean International bei Alstom Marine Chantiers de l’Atlantique in Saint-Nazaire in Auftrag gegeben wurden. Das Typschiff Sovereign of the Seas war bei seiner Ablieferung das größte Passagierschiff der Welt, auch die anderen Einheiten der Sovereign-Klasse zählten bei ihrer Indienststellung zu den damals größten Kreuzfahrtschiffen. Die Sovereign of the Seas und die Monarch of the Seas wurden 2008 und 2013 nach mehr als zwanzigjähriger Dienstzeit an den spanischen Kreuzfahrtanbieter Pullmantur Cruises transferiert und fortan ohne den Namenszusatz of the Seas betrieben, während die Majesty of the Seas weiter bei Royal Caribbean verblieb. Im Zuge der COVID-19-Pandemie wurden alle drei Schiffe im Frühjahr 2020 ausgemustert. Die Sovereign und die Monarch gingen im selben Jahr zum Abbruch nach Aliağa, die Majesty of the Seas wurde verkauft und ist seither unter dem Namen Majesty of the Oceans in Piräus aufgelegt.

## Entstehung und Bau

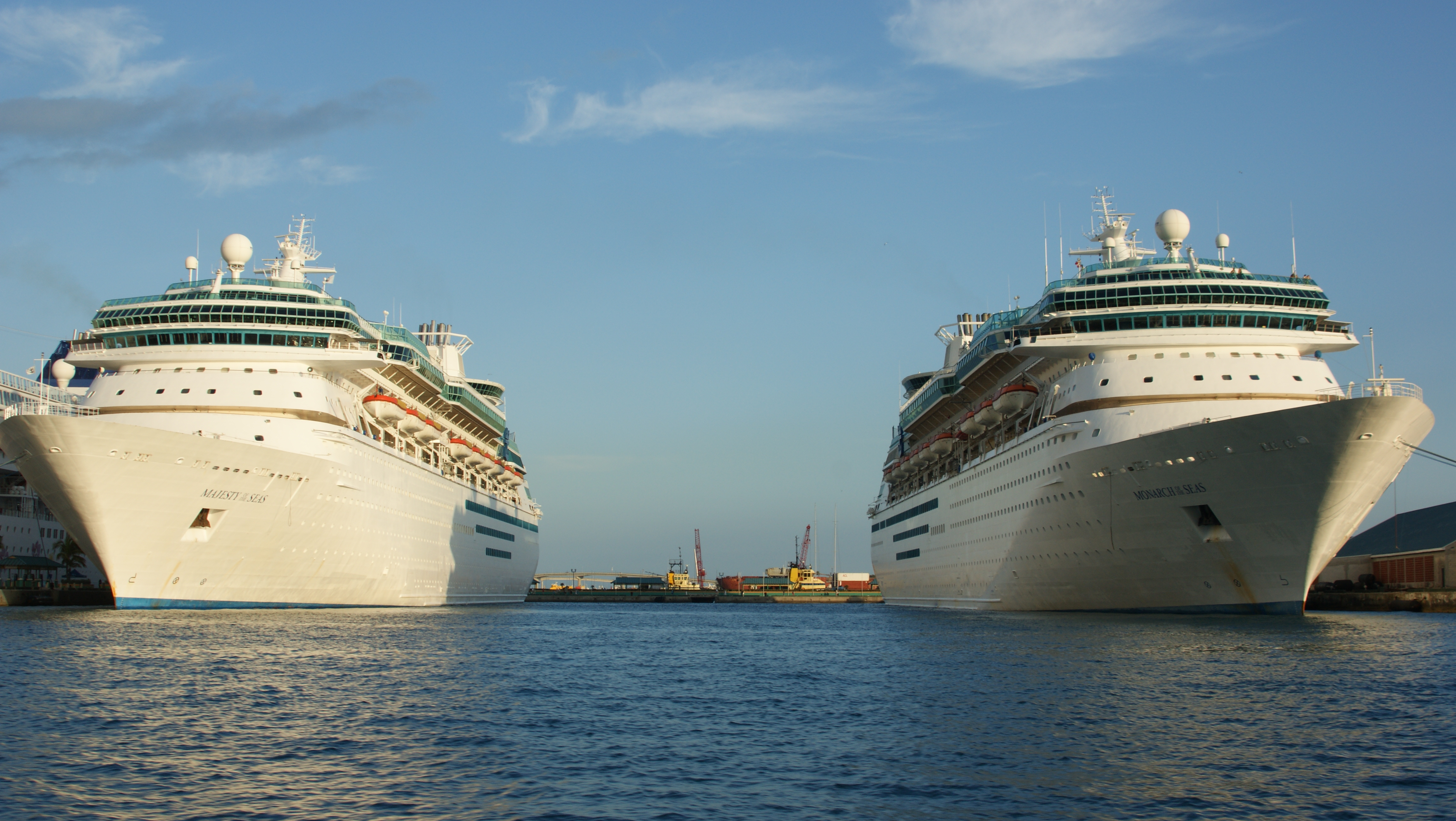
Die Majesty of the Seas (links) neben der Monarch of the Seas in Nassau, Januar 2011

Die Sovereign-Klasse entstand als Antwort auf die immer größer werdenden Neubauten anderer Reedereien in den 1980er Jahren. Die Carnival Cruise Line führte 1985 die Holiday-Klasse ein, Sitmar stellte 1984 die Fairsky in Dienst und die Norwegian Cruise Line hatte mit der zu diesem Zeitpunkt bereits mehr als 20 Jahre alten Norway (der ehemalige Transatlantikliner France von 1962) das größte Passagierschiff der Welt in seiner Flotte. Das damals größte Schiff von Royal Caribbean, die 1982 in Dienst gestellte Song of America, war ein ganzes Stück kleiner und in dieser Hinsicht nicht mehr konkurrenzfähig. Die französische Werft Alstom Marine Chantiers de l’Atlantique wurde daher mit dem Bau von drei Einheiten beauftragt, die größer als alle bis dahin gebauten Kreuzfahrtschiffe werden sollten.
Als erste Einheit der Klasse lief am 4. April 1987 die Sovereign of the Seas vom Stapel. Bei ihrer Fertigstellung im Dezember 1987 war sie das größte Passagierschiff der Welt. Nach der Taufe durch Rosalynn Carter im Januar 1988 nahm sie im selben Monat den Kreuzfahrtdienst in die Karibik auf. Die im September 1990 vom Stapel gelaufene, unter anderem durch zusätzliche Decks oberhalb der Kommandobrücke leicht modifizierte und größere Monarch of the Seas folgte im November 1991 nach Verzögerungen aufgrund eines Brands während der Bauphase im Dezember 1990. Als letzte Einheit nahm im April 1992 die Majesty of the Seas den Dienst auf.
Die Schiffe der Sovereign-Klasse gelten als die ersten „Mega-Liner“ oder „Mega-Kreuzfahrtschiffe“ und somit als Vorreiter für darauffolgende Kreuzfahrtschiff-Neubauten.

## Dienstzeit

### Royal Caribbean

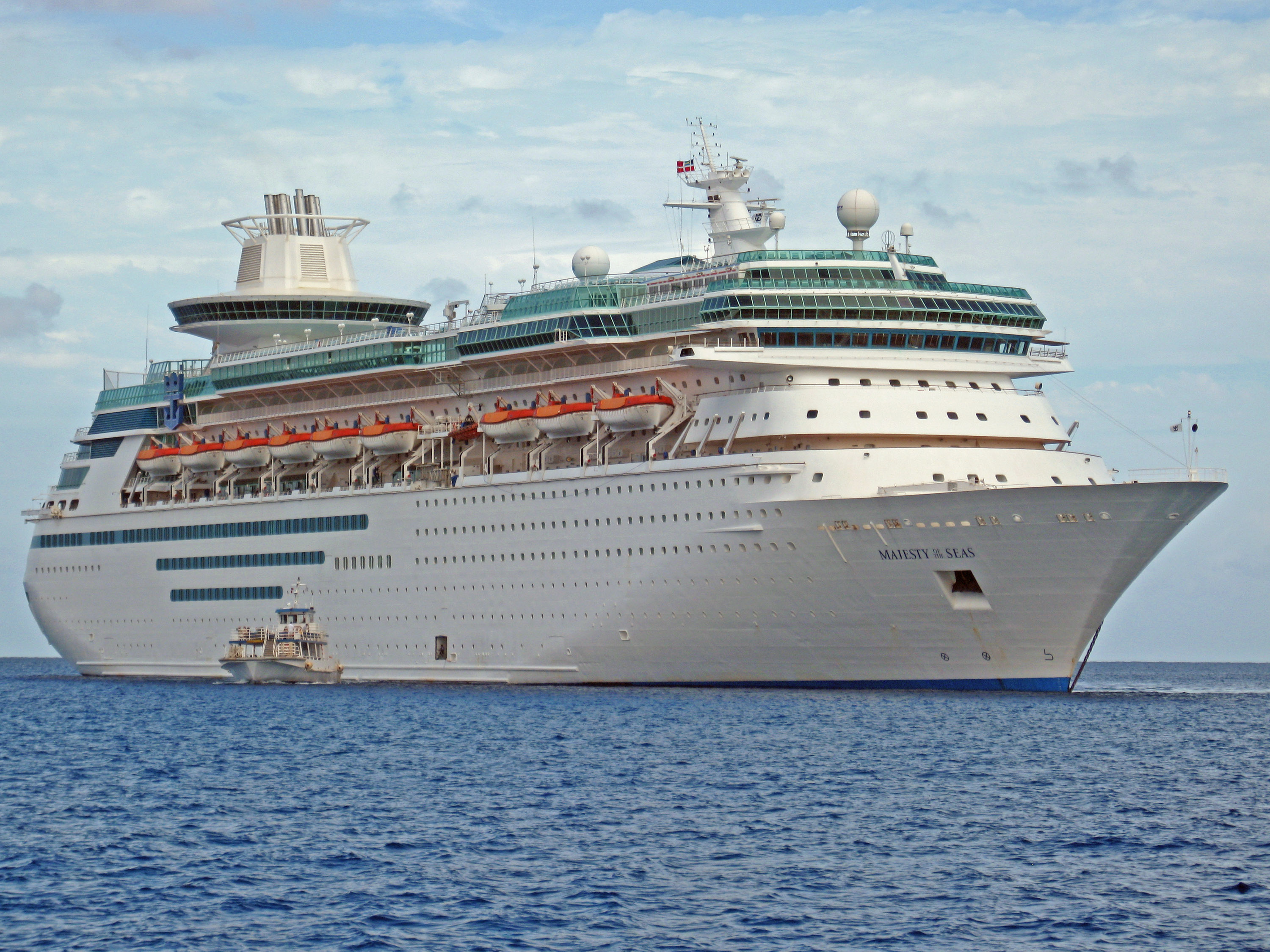
Die Majesty of the Seas war das letzte Schiff der Klasse im Dienst für Royal Caribbean

Die Schiffe der Sovereign-Klasse verbrachten allesamt einen Großteil ihrer Dienstzeit für Royal Caribbean in der Karibik. Die Einheiten blieben dort jedoch nicht lange die größten ihrer Art: Bereits 1990 wurde die Norway der Norwegian Cruise Line durch zusätzliche Decks erweitert und erlangte so den Titel des größten Passagierschiffs der Welt zurück. Im selben Jahr führte die Carnival Cruise Line mit der Fantasy das erste Schiff der aus acht Einheiten bestehenden Fantasy-Klasse ein, die nur unwesentlich kleiner als die Sovereign-Klasse war und ebenfalls für den Karibik-Dienst konzipiert wurde. Princess Cruises beantwortete die neuen Schiffe mit den Neubauten Crown Princess (1990) und Regal Princess (1991).
Neben dem Einsatz in der Karibik führten die Schiffe der Sovereign-Klasse auch gelegentlich Kreuzfahrten entlang der Westküste der Vereinigten Staaten durch. 2007 bekam die Monarch of the Seas als erstes großes Kreuzfahrtschiff mit der Schwedin Karin Stahre Janson einen weiblichen Kapitän. Im Jahr darauf transferierte Royal Caribbean die Sovereign of the Seas als Sovereign nach 20 Dienstjahren an die spanische Schwestergesellschaft Pullmantur Cruises, die Monarch of the Seas folgte 2013 nach 22 Jahren Dienst für Royal Caribbean und erhielt den verkürzten Namen Monarch.
Als letzte Einheit der Sovereign-Klasse verblieb die Majesty of the Seas weiter in der Flotte von Royal Caribbean. Im November 2014 wurde zwar ein geplanter Transfer des Schiffes an Pullmantur Cruises für 2016 verkündet, im Juli 2015 aber wieder verworfen. Die Majesty of the Seas blieb daher bis zum Ausbruch der COVID-19-Pandemie im Frühjahr 2020 bei Royal Caribbean im Dienst und hatte mit 28 Jahren die längste Dienstzeit der drei Schiffe für die Reederei.

### Pullmantur Cruises
Die Sovereign begann ihre erste Kreuzfahrt für Pullmantur Cruises nach einer Charterreise im März 2009, die Monarch im April 2013. Die Sovereign fuhr ihre ersten Dienstjahre bei Pullmantur unter der alten Rumpfbemalung der Reederei mit komplett weißem Rumpf und rotem Schornstein. 2013 wurde eine neue Rumpfbemalung eingeführt, beide Schiffe hatten fortan einen blauen Rumpf und einen ebenfalls blauen Schornstein.
Die Sovereign und die Monarch waren die größten Einheiten in der Flotte von Pullmantur Cruises. Sie waren für Kreuzfahrten im gesamten Mittelmeerraum im Einsatz. Die COVID-19-Pandemie beendete auch ihre aktive Dienstzeit im Frühjahr 2020. Im Juni desselben Jahres meldete Pullmantur Cruises Insolvenz an und wurde nach einer gescheiterten Reorganisation aufgelöst.

## Verbleib

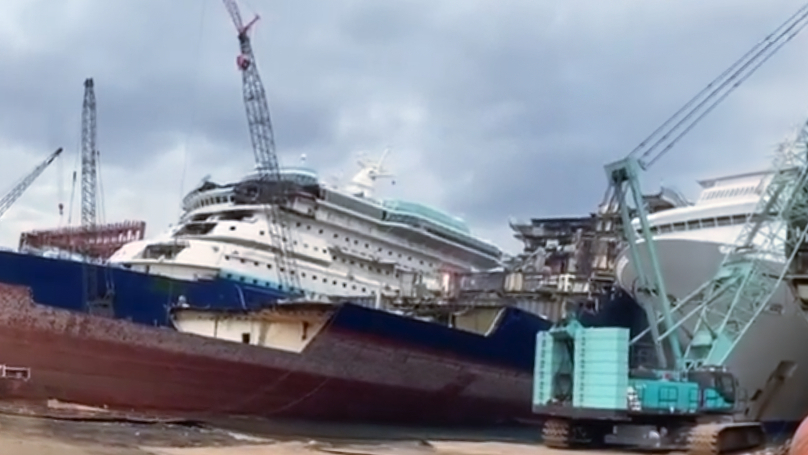
Die Sovereign (Vordergrund) und die Monarch beim Abbruch in Aliağa, Oktober 2020

Kurz nach der Insolvenz von Pullmantur Cruises wurden die Sovereign und die Monarch zum Abbruch ins türkische Aliağa verkauft. Die Monarch traf am 22. Juli 2020 in der Abwrackwerft von Öge Gemi Söküm ein, die Sovereign folgte am Tag darauf. Der Abbruch der nebeneinanderliegenden Schiffe begann kurz darauf, wobei die Arbeiten an der Sovereign zuerst begonnen wurden. Die Sovereign war bis Februar 2021 vollständig abgebrochen, die Monarch bis zum Sommer 2021.
Die seit März 2020 inaktive Majesty of the Seas wurde im Dezember 2020 an die griechische Reederei Seajets verkauft und zunächst in Majesty umbenannt. Das seither im Hafen von Piräus aufgelegte Schiff erhielt im April 2021 den Namen Majesty of the Oceans, Pläne für eine zukünftige Verwendung sind jedoch bislang (Stand November 2022) nicht bekannt.

## Ausstattung
Die vom norwegischen Designer Njål Eide entworfene Innenausstattung der Sovereign-Klasse beinhaltete mehrere Neuheiten in der Kreuzfahrtbranche. So war die Sovereign of the Seas das erste Kreuzfahrtschiff mit einem mehrstöckigen Atrium, welches seither Standard bei größeren Schiffen geworden ist. Das auch als „Centrum“ bezeichnete Atrium wurde mit gläsernen Aufzügen ausgestattet.
Zur weiteren Passagiereinrichtungen der Sovereign-Klasse zählten neben dem Hauptspeisesaal mehrere Restaurants, Bars, ein Casino, ein Theater sowie Bordgeschäfte. An Deck wurden die Schiffe mit einer Kletterwand, zwei Schwimmbecken, vier Whirlpools und einem Basketballfeld ausgestattet. Zudem verfügten die Einheiten als eine der ersten über ein eigenes Deck, auf dem sich ausschließlich Balkonkabinen befanden.

## Einheiten der Klasse
| Sovereign of the Seas | A29 | 8512281 | 4. April 1987 18. Dezember 1987     | 73.529 BRZ | 2008 an Pullmantur Cruises, 2020 in Aliağa abgewrackt                   |
| Monarch of the Seas   | A30 | 8819500 | 22. September 1990 15. Oktober 1991 | 73.937 BRZ | 2013 an Pullmantur Cruises, 2020 in Aliağa abgewrackt                   |
| Majesty of the Seas   | B30 | 8819512 | 25. Oktober 1991 27. März 1992      | 74.077 BRZ | 2020 an Seajets verkauft, als Majesty of the Oceans in Piräus aufgelegt |